# Banki (Odisha)
Banki es una ciudad y  comité de área notificada situada en el distrito de Cuttack en el estado de Odisha (India). Su población es de 17521 habitantes (2011). Se encuentra a orillas del río Mahanadi, a 41 km de Cuttack  y a 35 km de Bhubaneswar.

## Demografía
Según el censo de 2011 la población de Banki era de 17521 habitantes, de los cuales 9204 eran hombres y 8317 eran mujeres. Banki tiene una tasa media de alfabetización del 91,02%, superior a la media estatal del 72,87%: la alfabetización masculina es del 95,90%, y la alfabetización femenina del 85,62%.